# Pogonomys macrourus
Pogonomys macrourus är en däggdjursart som först beskrevs av Milne-Edwards 1877.  Pogonomys macrourus ingår i släktet Pogonomys och familjen råttdjur. IUCN kategoriserar arten globalt som livskraftig. Inga underarter finns listade i Catalogue of Life.
Denna gnagare förekommer i nordöstra Australien, på Nya Guinea och på Bismarckarkipelagen. Arten lever i låglandet och i bergstrakter upp till 1800 meter över havet. Habitatet utgörs främst av regnskogar. Individerna gräver underjordiska bon där de vilar på dagen. Honor föder en till tre ungar per kull.